# Geertgen tot Sint Jans

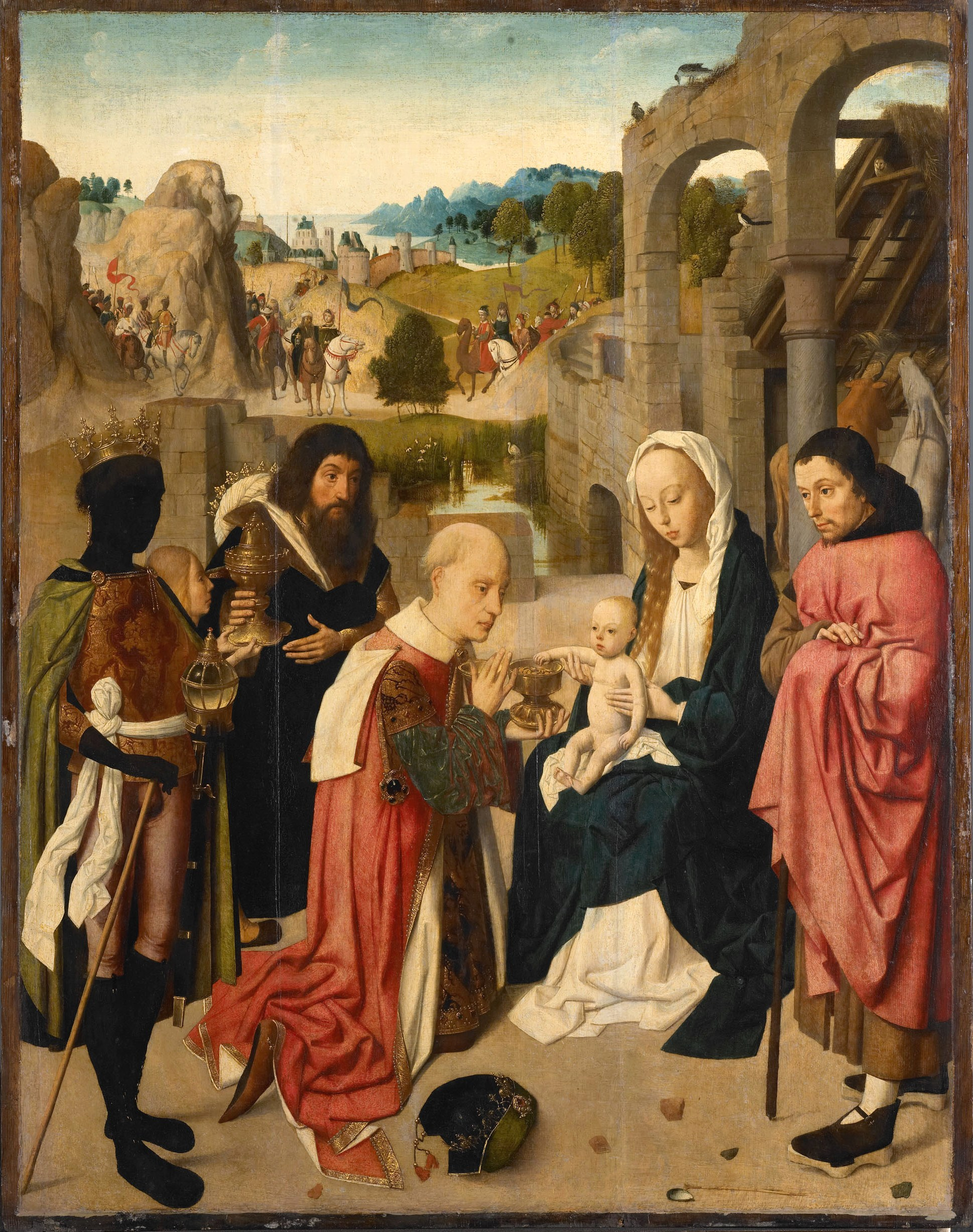
Királyok imádása, Amszterdam, 1490 körül

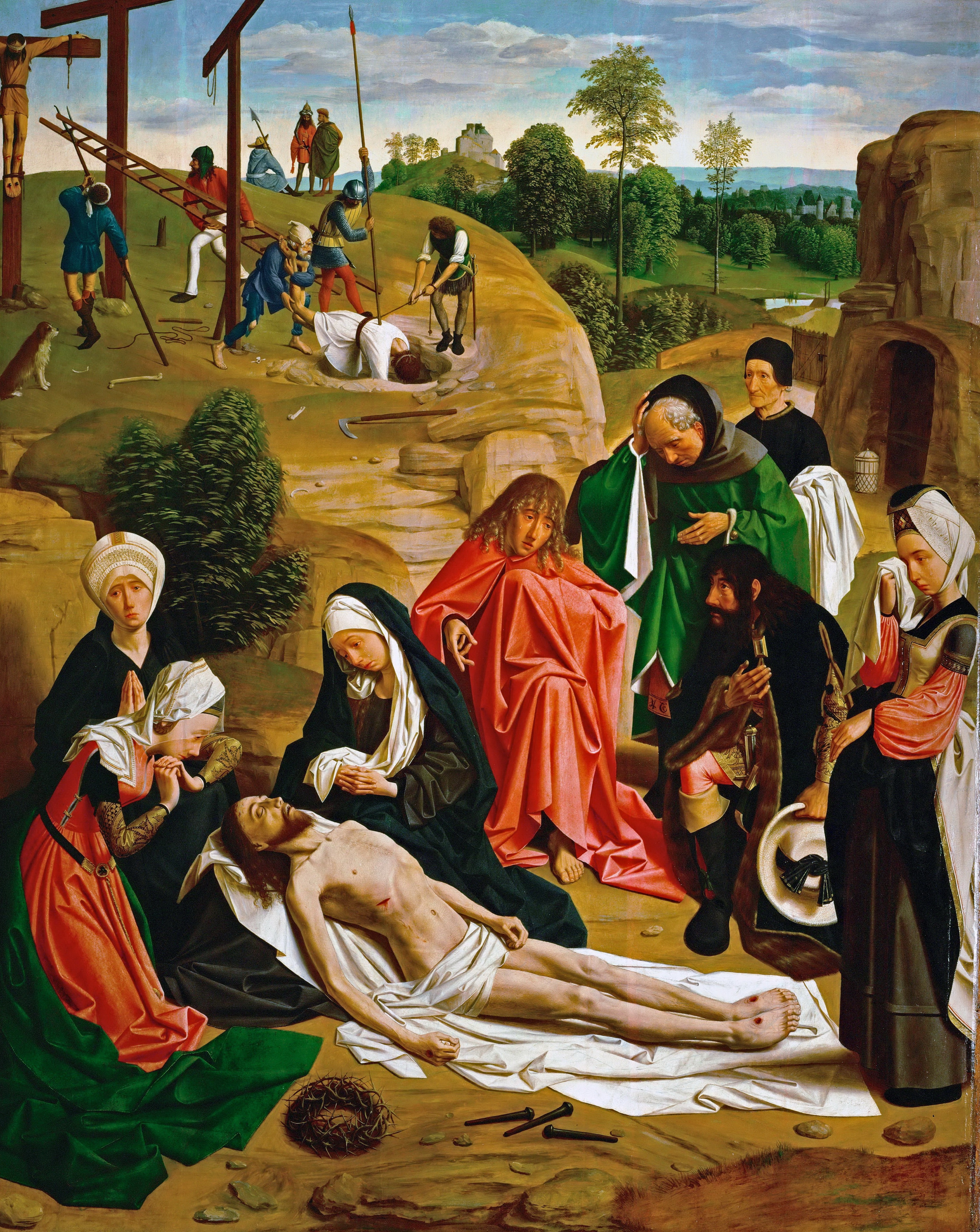
Krisztus siratása (1485-1490)

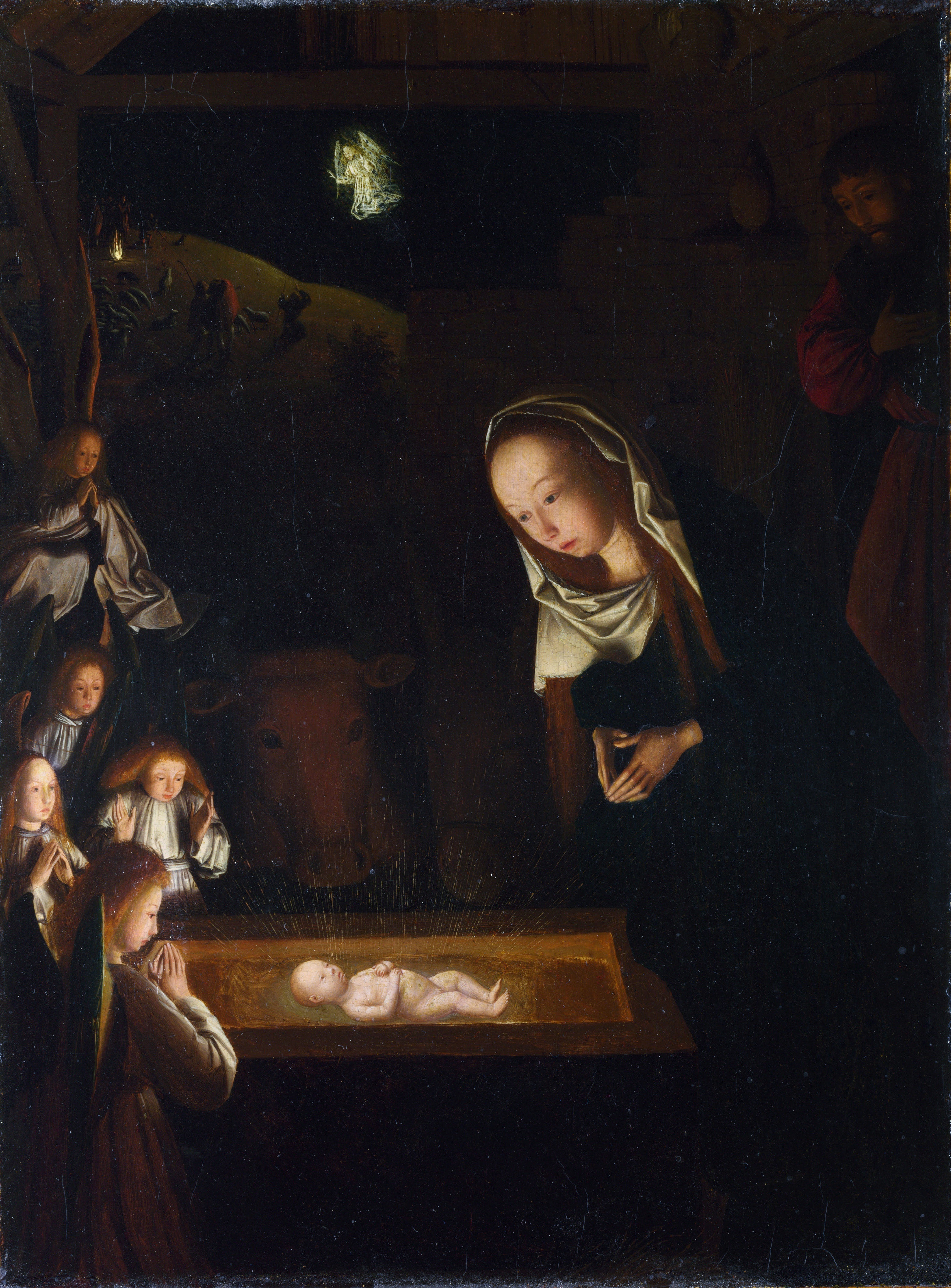
Jézus születése (1490 körül)

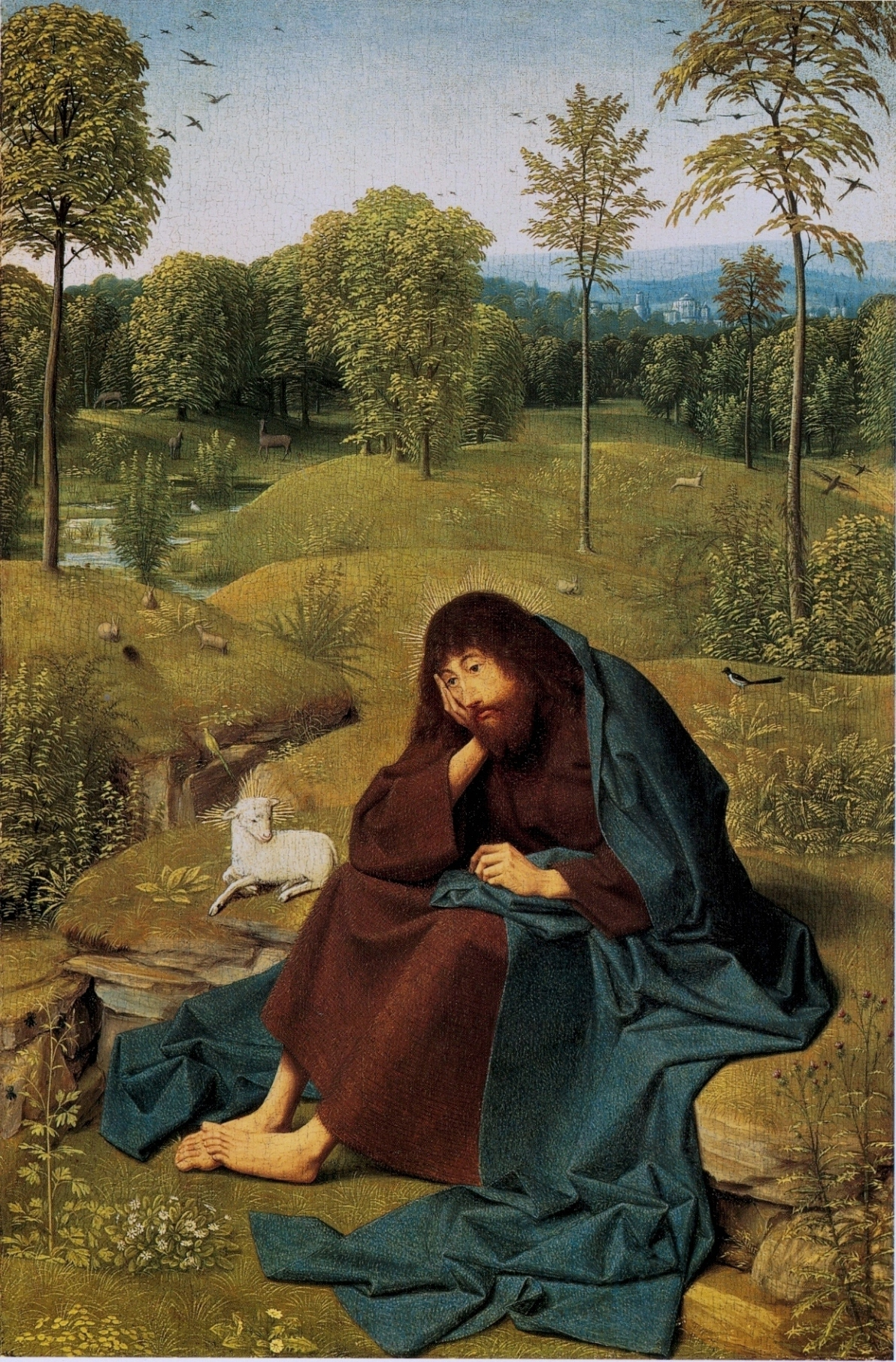
Keresztelő Szent János a pusztában (1490 körül)

Geertgen tot Sint Jans (ismert Gerrit vagy Geertgen van Haarlem, Gerrit Gerritsz vagy Gérard de Saint-Jean néven is) (Leiden (?), 1460-1465 körül – Haarlem, 1495 előtt) észak-németalföldi festő, a holland festészet első jelentős alkotója.

## Élete és művészete
Életéről keveset tudunk, s csak keresztnevét ismerjük. Karel van Mander Schilderboeck című művében úgy említi, mint laikus testvért, aki a haarlemi Szent Jánosról elnevezett johannita kolostorban lakik. Innen ered ma ismert neve: a kis Gerard, aki a Szent Jánosban lakik. Valószínűleg Albert van Ouwater tanítványa volt, és fiatalon, 28 éves kora körül halt meg.
A 15. századi holland festészet első jelentős alakja, akiről Dürer azt mondta, hogy „valójában már az anyja méhében is festő volt“. Munkáiban keveredik Észak-Németalföld művészete a kor flamand jellegzetességeivel. Biztosan csak két Bécsben található festmény származik tőle, a stíluselemzések után még kb. 15 festményről állítható, hogy valószínűleg az ő munkája. Képeinek hozzávetőleges kronológiai sorrendiségét megállapítva kiderült, hogy korai képei a bruggei festőiskola jellegzetességeit mutatják. A későbbi kutatások kiderítették, hogy valószínűleg ő lehetett az a festőtanonc, akit Gheerkin de Hollandere, Gheerkin Hollandiából néven jegyeztek be a bruggei Szent Lukács-céh tanulói névsorába 1475-ben.
A bécsi két festmény a johannita rend számára készült főoltár jobb oldali szárnyának maradványa, a többi elpusztult. Ez volt a 15. századi németalföldi festészet egyik legnagyobb méretű oltára, s hogy elkészítésével az ifjú Geertgent bízták meg, azt mutatja, hogy már fiatalon elismert festő volt. A kép érdekessége, hogy a Keresztelő Szent János-legenda szerzeteseinek alakjában Geertgen az európai festészet első ismert csoportarcképét alkotta meg. Ez a csoportkép még merev kompozíciójú, s nem olyan kötetlen, mint később Frans Hals vagy Rembrandt képein. A Krisztus siratását ábrázoló jelenetet a 17. században olyan nagyra becsülték, hogy rézmetszet is készült róla. Geertgen korában egyedülálló módon ábrázolta Jézus elgyötört testét és a hozzátartozók fájdalmát.
Ezeken a képeken kívül nem ismerjük dokumentált képét, a többit csak vizsgálatok alapján lehetett azonosítani. Kiderült, hogy Geertgen nemcsak a johanniták megbízásait vállalta el, hanem módos polgárokét is. Ilyen megrendelés alapján készült egyetlen aránylag épen maradt triptichonja, amely Prágában található, és a Lázár feltámasztását ábrázoló táblaképe. A vallásos témákat egyéni felfogásban festette meg. A Nagy Szent Család című képén Krisztus rokonsága nála mint holland polgári család jelenik meg, egyszerűen és közvetlenül.
Geertgentől nem állt távol a arcképfestés, hiszen festményein nem egyszer megörökítette a megrendelőket is. Egyetlen önálló portré maradt fenn tőle, amely Cleve-i Anna hercegnőt ábrázolja, és a lélekábrázolás holland mestereinek méltó elődje.
Az éjszakát is korát megelőzve festette meg a Jézus születése című képén, amelyen a gyermek testéből áradó fény világítja meg a sötétséget. E művén megelőlegezi a reneszánsz és a barokk fény-árnyék ábrázolását. Legnépszerűbb munkája a johanniták védőszentjét, Keresztelő Szent Jánost megjelenítő műve. A gondolataiba mélyedő remetét örökítette meg, a háttérben a frissen zöldellő táj ábrázolásával nem a gótikus festészet hagyományait folytatta, a táj nem kulissza, hanem az emberi alakkal egységes látványt ad. Geertgen a holland tájképfestészet első mestere.
Bár Geertgen művészetének közvetlen folytatója Hieronymus Bosch volt, emberábrázolásuk sokban különbözik. Bosch keserű iróniával figyelte az embereket, Geertgen viszont mély, együttérző humorral ábrázolta szereplőit, akik az általa teremtett világban éltek. Festményein már felfedezhetőek a későbbi holland festészet sajátosságai: az egyszerű hétköznapok szépsége, pátoszmentessége, humora, a közvetlenség és a táj szépségének méltó ábrázolása. Mivel igen fiatalon halt meg, nem voltak tanítványai, de nagy hatással volt a későbbi mesterekre. Albrecht Dürer Melankólia című metszete Geertgen munkáinak hatását mutatja, és több németalföldi festő képein kimutatható a mester műveinek ismerete.

## Művei
- Királyok imádása-triptichon, Prága
- A Nagy Szent Család templombelsőben, Amszterdam, Rijskmuseum
- Keresztelő Szent János földi maradványainak története, Bécs, Kunsthistorisches Museum
- Krisztus siratása, Bécs, Kunsthistorisches Museum
- Szent Bavo (töredék), Szentpétervár, Ermitázs
- Királyok imádása, Winterthur
- Királyok imádása, Amszterdam, Rijskmuseum
- Királyok imádása, Cleveland
- Lázár feltámasztása, Párizs, Louvre
- A rózsafüzér átadásának és csodájának legendája (másolat), Lipcse
- Mária gyermekével, Milánó
- Mária gyermekével, Gemäldegalerie (Berlin)
- Krisztus a kereszten, Edinburgh
- Mária gyermekével és angyalokkal, Rotterdam
- Cleve-i Anna arcképe, Moszkva, Puskin Múzeum
- Jézus születése, London, National Gallery
- Keresztelő Szent János a pusztában, Gemäldegalerie (Berlin)
- A fájdalmas Krisztus, Utrecht